# Базис (політологія)
Базис — основна маса членів політичної партії, корпорації, товариства тощо, у протилежність елітам. У такому значенні цей термін використовується, наприклад, в англійській і німецькій (наприклад, «party base», «Parteibasis») мовах.
Термін народ є окремим випадком цього поняття. Необхідність в більш широкому понятті виникає там, де важливу роль відіграє ієрархічність побудови людського суспільства, із збереженням основних властивостей для кожного з рівнів ієрархії. Наприклад, в деяких роботах передбачається, що закріплена в конституціях більшості демократичних держав роль народу, як суверенної носія вищої державної влади, що має аналоги і на інших рівнях суспільної ієрархії. Але сказати про це без введення терміна типу «базис» неможливо: не можна говорити «народ партії» або «народ стану».
Термін «базис» в зазначеному сенсі не слід плутати з терміном «базис і надбудова» в історичному матеріалізмі.